# Dingeman

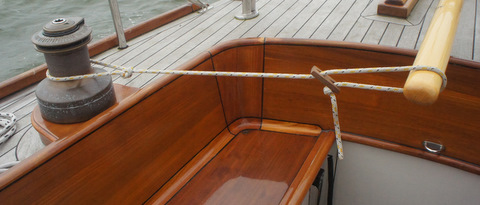

Een dingeman is een stuk touw dat wordt gebruikt om de helmstok van een zeiljacht van tegendruk te voorzien zodat de stuurman het roer tijdelijk kan loslaten.
Toen er nog geen windvaanstuurinrichting of elektronische auto-piloot was, behielp de schipper of stuurman zich met een stuk touw met aan de ene kant een paalsteek en aan de andere kant een scheerlijn zoals die ook wel bij kampeertenten gebruikt wordt. Bij goed getrimde zeilschepen kon zo het roer geruime tijd alleen gelaten worden en had de schipper zijn handen vrij om de zeilen bij te stellen of de navigatie ter hand te nemen. Tegenwoordig wordt de dingeman nog steeds gebruikt op zeilschepen waarbij een helmstok wordt gebruikt om te sturen.